# Rudnicznyj (obwód swierdłowski)
Rudnicznyj (ros. Рудничный) – osiedle w Rosji, w obwodzie swierdłowskim, w okręgu miejskim Krasnoturjinska. W 2010 liczyło 4035 mieszkańców.